# H.263
H.263 е видео кодек, проектиран от ITU-T като ниско-скоростно кодиращо решение за провеждане на видеоконференция.
Той е бил проектиран за използване в H.324 базирани системи (PSTN и провеждане на видеоконференция към другата мрежа с комутация на канали и видеотелефония), но намира приложение в H.323 (RTP/IP-основано провеждане на видеоконференция), H.320 (ISDN-основано провеждане на видеоконференция), RTSP (поточна медия) и SIP (Интернет конференция).
H.263 е развит като еволюционно подобрение, основано на опита от H.261, предшестващия ITU-T стандарт за компресиране на видеосигнал, както и MPEG-1 и MPEG-2 стандарти. Неговата първа версия е завършена през 1995 и е осигурена подходяща замяна за H.261 на всички скорости. Той е разширен в проектите познати като H.263v2 (също така известен като H.263+ или H.263 1998) и H.263v3 (също така известен H.263++ или H.263 2000).